# ラザフォード・オールコック

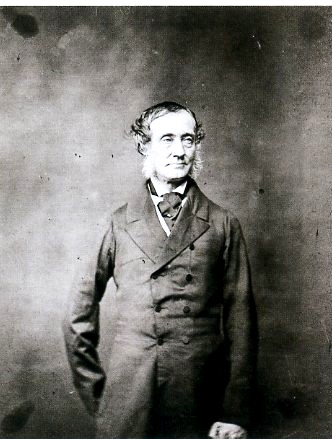
フェリーチェ・ベアト撮影

サー・ジョーン・ラザフォード・オールコック（Sir John Rutherford Alcock KCB、1809年5月 - 1897年11月2日）は、イギリスの医師、外交官。清国駐在領事、初代駐日総領事、同公使を務めた。開国前後の幕末日本見聞記『大君の都』の日本語訳は、長年重版している。

## 生涯・人物

### 外科医を志す
1809年、ロンドン西郊のイーリングで医師トーマス・オールコックの息子として生まれた。母親が早く亡くなったため、イングランド北部の親戚の家に預けられ、15歳の時に父の元に戻り、医学の勉強を始めた。最初ウェストミンスター病院とウェストミンスター眼科病院で1年間教育を受けた後、1828年までパリに留学し、解剖学、化学、自然史を修め、またフランス語だけでなく、イタリア語も身につけた。勉学の傍ら、彫刻家のアトリエに通い、彫刻の手ほどきを受けている。ロンドンに戻った後、上の2病院で研修医として2年間過ごし、1830年に王立外科学校から外科の開業医としての免許を得た。
1832年からの4年間はイギリス軍の軍医として、戦乱のイベリア半島に赴任している。ロンドンに戻った後、内務省解剖検査官などをしたが、外務省の要請により、イベリアでの外交問題処理のため、再びスペイン、ポルトガルに赴任した。しかし、イベリアでの過労がたたってリウマチに侵され、両手の親指が全く利かなくなった。このため、外科医として将来を断念した。

### 清への外交官として
その後、オールコックは外務省に入り外交官に転身した。
この頃イギリスは1840年からのアヘン戦争で清を破って海禁を解き、南京条約により清の5港を開港させていた。この極東情勢に興味を持ったオールコックは、1844年に福州領事に任命されると、しばらくアモイで過ごした後、条約港福州での領事業務に携わった。不平等条約で規定された租界管理や領事裁判権などの複雑な業務で成果を挙げ、1846年に上海領事、1855年に広州領事に転じ、15年の長きにわたって中国に在勤した。この間、福州、上海における租界の発展に尽力した。オールコックは市場開拓のため清との再戦論を唱え、上海領事だった頃には首相パーマストン子爵に清に武力行使をするよう進言する書簡を送り、アロー戦争（1856年）を引き起こした。

### 日本開国後の初代駐日総領事に着任

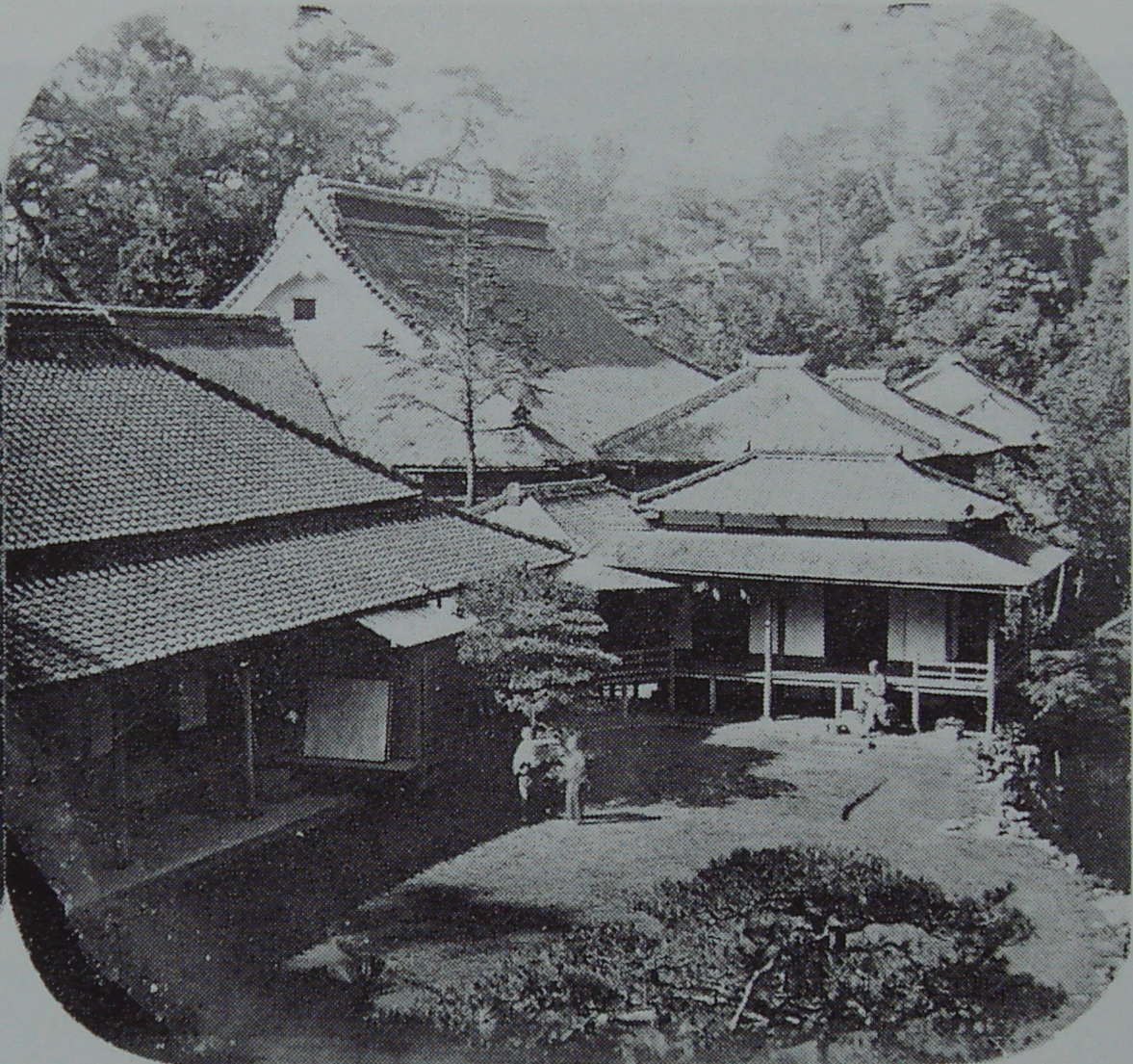
領事館が置かれた東禅寺

1858年、エルギン伯爵ジェイムズ・ブルースが訪日して日英修好通商条約が締結され、翌1859年7月1日（安政6年6月2日）をもって長崎、神奈川、箱館の3港が開港することが約束された。オールコックは極東在勤のベテランとしての手腕を買われ、1859年3月1日付けで初代駐日総領事に任命された。5月3日にこの命令を香港で受け取ると、5月16日には香港を立ち、上海経由で6月4日（5月3日）に長崎に到着した。日英修好通商条約の批准書交換を7月1日（6月2日）以前に行うように命令されていたため、長崎を6月20日（5月20日）に出発し、6月26日（5月26日）に品川沖に到着し、高輪の東禅寺に入った。
オールコックは、7月1日（6月2日）に開港予定地である神奈川の視察に赴き、7月6日（6月7日）、東禅寺に暫定のイギリス総領事館を開き、軍馬売却を幕府に要請するなどした。幕府側はオールコックらの到着を事前に知らされていなかったが、交渉は順調に進み、7月11日（6月12日）に一行は江戸城に登城、批准書の交換が行われた。なお、神奈川を視察した際に、対岸の横浜に居留地が建ち、そこが実際の開港地であることを知らされる。オールコックは実利的な面からは横浜が有利と認めながらも、条約遵守を要求し、結局領事館を神奈川の浄瀧寺に設置することで妥協した。
1859年9月から10月にかけて、もう一つの開港地である函館へ旅行。12月23日（安政6年11月30日）、特命全権公使に昇格。
彼は日本の農村の様子について、こう書き残している。
『日本の民衆ががどのように税を経験してきたかはともかく、全体的にそれほど過酷ではないように思える。また、内陸への旅の間目にしてきた農民たちの幸せそうな光景を思い返すと、約二世紀前にケンペルが日本について記したことはあながち間違いとは思えなかった。』。
『平和で、実り豊かに満ち足りており、丁寧かつ完璧に耕され維持された農地と、装飾的な木々に溢れたこの国はイングランドでも敵わない。』。

#### 富士登山

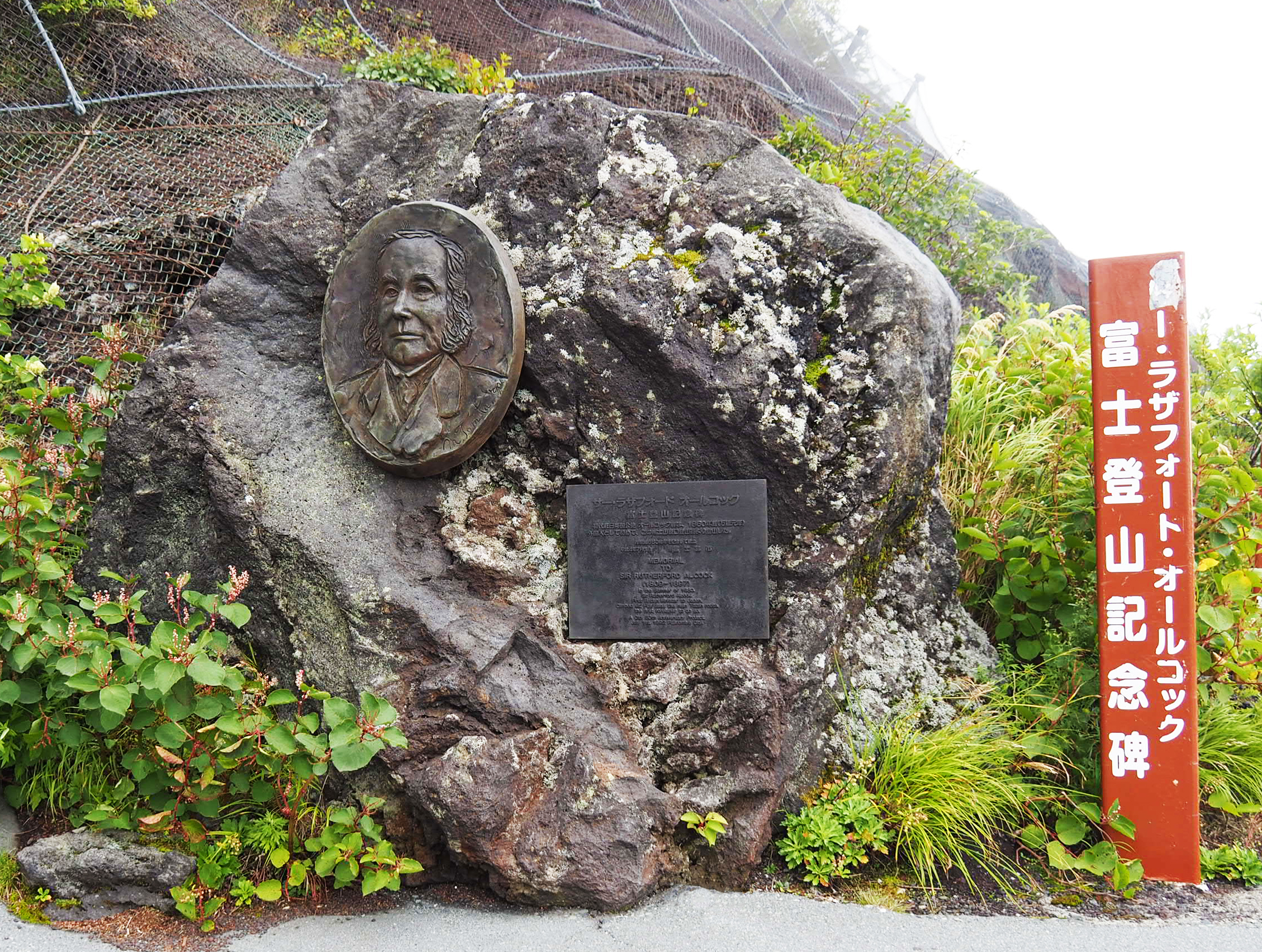
オールコック富士登山記念碑(富士山富士宮5合目登山口)

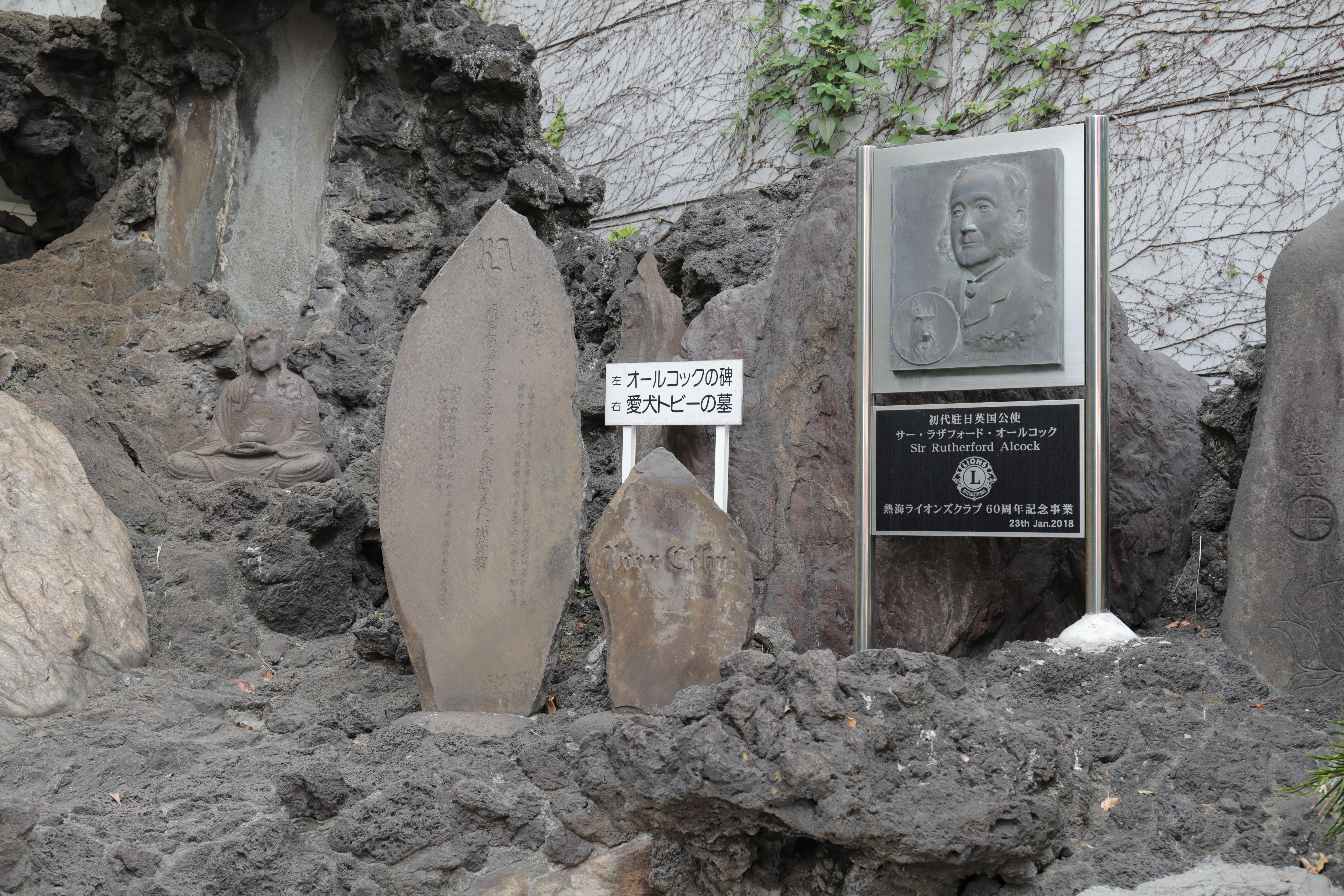
熱海来訪の記念碑と愛犬トビーの墓碑

1860年9月11日（万延元年7月27日）には大宮・村山口登山道を用いて富士山への登山を行ったが（途中村山三坊の大鏡坊に宿泊）、この登頂は記録の残る中では外国人として初めてのことであった。その帰路、熱海に旅行。この際愛犬のトビー（スコティッシュ・テリア）が大湯間歇泉の熱湯を浴び熱傷で死んでしまい、村人達が手厚く埋葬したとされる。戦後になって来訪の記念碑とトビーの墓が大湯間歇泉の脇に建てられた。

### 攘夷派の襲撃
1861年1月14日（万延元年12月4日）、米国駐日公使タウンゼント・ハリスの通訳を務めていたヘンリー・ヒュースケンが攘夷派に襲われ、翌日死去した。オールコックは外国人の安全を保証できない幕府への抗議として、外交団が横浜へ引き移ることを提案したが、ハリスはこれに反対した。結局オールコックはフランス公使ギュスターヴ・デュシェーヌ・ド・ベルクールと共に、横浜へ移った。江戸へ戻ったのは1ヵ月後であったが、この頃からハリスとの関係が悪化し始めた。

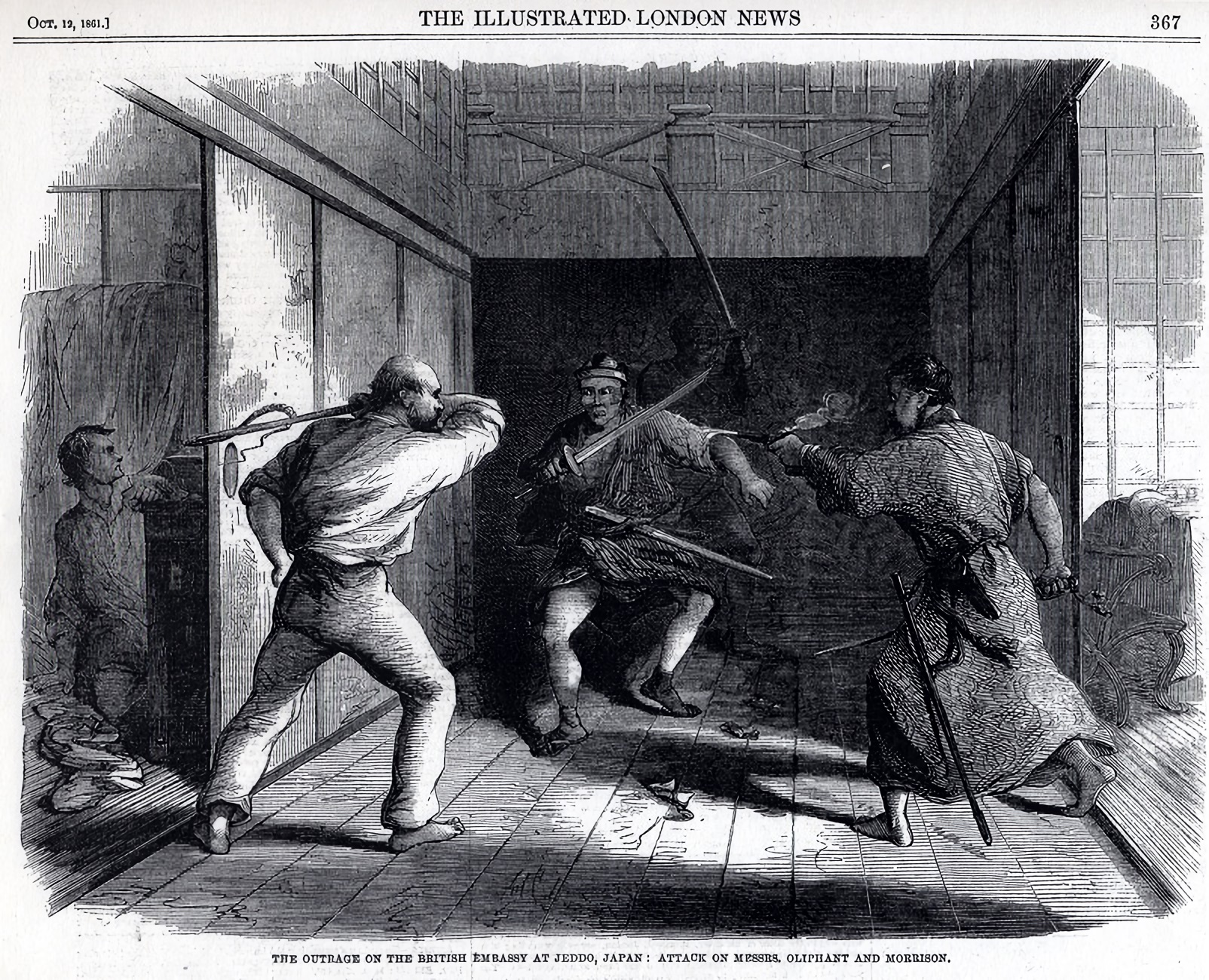
浪士の襲撃シーン（『ロンドン･ニュース』の挿絵より）

1861年4月下旬からモース事件の後処理のため香港に滞在した。この間にロシア軍艦対馬占領事件の報告を受け、英国東インド艦隊司令官ジェームズ・ホープと協議し、軍艦2隻を対馬に派遣して偵察を行わせた。オールコックは5月後半に長崎に到着、6月1日（4月23日）に長崎を出発、瀬戸内海および陸路を通る34日の旅行をし、7月4日（文久元年5月27日）に江戸に戻った。翌7月5日（5月28日）、イギリス公使館を攘夷派浪士14名が襲撃した。オールコックは無事であったが、一等書記官ローレンス・オリファントと長崎駐在領事ジョージ・モリソンが負傷した（第一次東禅寺事件）。これを機にイギリス水兵の公使館駐屯が認められ、イギリス艦隊の軍艦が横浜に常駐するようになった。8月13日（文久元年7月8日）、艦隊を率いてホープが来日すると、翌8月14日（7月9日）、オールコックはホープと共にイギリス艦隊の圧力による対馬のロシア軍艦退去を幕府に提案し、幕府はこれを受け入れた。9月19日（8月15日）、ロシア軍艦は対馬から退去した。
この8月14日（7月9日）および翌15日（7月10日）に行われた会談は、オールコック、ホープ、オリファント（第一次東禅寺事件で負傷し帰国予定）、老中・安藤信正、若年寄・酒井忠眦に通訳を加えただけの秘密会談であった。オールコックはここで幕府権力の低下という実態を知った。1860年頃より、幕府は新潟、兵庫および江戸、大坂の開港開市延期を求めていたが、オールコックはこれを断固拒否していた。しかし、この会談の後、オールコックは開港開市延期の必要性を理解し、幕府が派遣予定の遣欧使節を強力にサポートする。オールコックは1862年5月1日から開催予定のロンドン万国博覧会に自らが収集した日本の文物を出品のほか、この遣欧使節が招待客として参加できるよう手配していたが、それに加えて自身の休暇帰国を利用して、直接英国政府に開港開市延期を訴えることとした。使節一行は1862年1月21日（文久元年12月22日）日本を立ったが、オールコックは同行せず、3月23日（文久2年2月23日）に日本を離れ、後を追った。帰国直前の3月16・17日（2月16・17日）の両日、オールコックは老中首座・久世広周と秘密会談を持ち（安藤信正は坂下門外の変で負傷）より詳しく日本の情勢を理解した。5月30日にロンドンに着き、6月6日、5年間の開港開市延期を認めるロンドン覚書が調印された。帰国中の6月19日、バス勲章を授与され、サーの称号を得た。また、この休暇中、ラザフォードは自著『大君の都』を出版する手配を終え、1863年にロンドンで出版した。
この著述で、日本が美しく国民の清潔で豊かな暮らしぶりを詳述する一方で、江戸市中での体験から「ペルシア王クセルクセスの軍隊のような大軍でも編成しないかぎり、将軍の居城のある町の中心部をたとえ占領できたとしても、広大すぎるし敵対心をもった住人のもとでは安全に確保し持ちこたえられるヨーロッパの軍人はいないだろう」と書いた。
一方で、彼が見た日本の田舎の人々は確かに幸せだが、「小さなグラスと大きなグラスは同じように満たされているかもしれないが、大きなグラスは小さなグラスよりも多くのものを保持している」という言葉を引用し、発展や進歩の矮小化された社会とそうでない社会では、幸福の種類や量に差があるだろうと考えた。また文明国がある傍ら未開な異教徒であるゆえの「能力の発展や、目覚めを得ることなく休眠させられ、絶滅危惧動物のような状態にある異教徒や像崇拝者たち」の国が存在し、彼らが未来永劫、神への信仰も救いも得られない事は神の統治における有史以来の不可避的な不平等であり、解決すべき道徳的問題としている。
約2年の休暇の後、1864年（元治元年）春に日本に帰任したが、日本の様相は一変していた。帰国中に生麦事件とそれに対する報復としての薩英戦争が発生、長州藩による外国船砲撃のため、関門海峡は航行不能となるなど、日本国内の攘夷的傾向が強くなっていた。幕府も、攘夷派懐柔のためにヨーロッパに横浜鎖港談判使節団を派遣していた。
オールコックはこれを打破しようとして、四国艦隊下関砲撃事件では主導的役割を果たすが、これを認めなかった外相ジョン・ラッセルにより帰国が命じられた。
駐日公使はかつて清で彼の部下だったハリー・パークス（在任、1865 - 1883年）に引き継いだ。

### その後
後にオールコックの外交政策が至当であったことが認められたため、日本への帰任を要請するが拒否された。しかし、1865年には当時のアジア駐在外交官の中では最も地位が高いとされた清国駐在公使に任じられ、1869年まで北京に在任している。同年に外交官を引退し、その後は王立地理学会や政府委員会委員などを歴任。1897年にロンドンで死去した。

## 日本人への評価
「大君の都」は、オールコックが幕末に記した滞日三年の記録である。日本の歴史に精通していた彼は，日本人の生活・社会・文化を独自の視点で観察・論評した。
同著において、彼は賛否を交えながら他にも日本人論を唱えている。以下にその一端を記す。

### 異文化受容の姿勢
「日本人は中国人のような愚かなうぬぼれはあまりもっていないから、もちろん外国製品の模倣をしたり、それからヒントをえたりすることだろう。中国人はそのうぬぼれのゆえに、外国製品の優秀さを無視したり、否定したりしようとする。逆に日本人は、どういう点で外国製品がすぐれているか、どうすれば自分たちもりっぱな品をつくり出すことができるか、ということを見いだすのに熱心であるし、また素早い。」

### 技術力
「日本人は、おそらく世界中でもっとも器用な大工であり、指物師であり、桶屋である。かれらの桶・風呂・籠はすべて完全な細工の見本である。(中略)漆器については、なにもいう必要はない。この製品の創始者はおそらく日本人であり、アジアでもヨーロッパでもこれに迫るものはいまだかつてなかった。(中略)日本人はきわめてかんたんな方法で、そしてできるだけ時間や金や材料を使わないで、できるだけ大きな結果をえているが、おそらくこういったばあいの驚くべき天才は、日本人のもっとも称賛すべき点であろう。」

### 中間的な文化
「日本人の外面生活・法律・習慣・制度などはすべて、一種独特のものであって、いつもはっきりと認めうる特色をもっている。中国風でもなければヨーロッパ的でもないし、またその様式は純粋にアジア的ともいえない。日本人はむしろ、ヨーロッパとアジアをつなぐ鎖の役をしていた古代世界のギリシア人のように見える。かれらのもっともすぐれた性質のある点では、ヨーロッパ民族とアジア民族のいずれにもおとらぬ位置におかれることを要求するだけのものをもっているのだが、両民族のもっとも悪い特質も不思議にあわせもっている。」

### 内政
「どの役職も二重になっている。各人がお互いに見張り役であり、見張り合っている。全行政機構が複数制であるばかりでなく、完全に是認されたマキャヴェリズムの原則にもとづいて、人を牽制し、また反対に牽制されるという制度のもっとも入念な体制が、当地ではこまかな点についても精密かつ完全に発達している。」

### 協調性および自尊心
「われわれが第一に知ることは、妙に自己を卑下する(日本人の)傾向であり、個人主義・自己主張がある程度欠けているということだが、これは、他面、かれらの国民性のなかのあるものにひじょうに反している。日本人は、自分の種族や国家を誇り、自分の威厳を重んじ、すべて習慣やエチケットが規定するものを怠ったり拒絶したりすることによって自分たちに投げかけられる軽蔑とか侮辱にたいして、きわめて敏感である。それゆえ、当然のことながら、かれらは儀式張って堅苦しい国民である。かれらが軽蔑とか侮辱に敏感であるのにまったく正比例して、他人を腹立たせたり、他人の気にさわることを避けるために、ひじょうに気を使う。」

### 絵画芸術
「人物画や動物画では、わたしは墨でえがいた習作を多少所有しているが、まったく活き活きとしており、写実的であって、かくもあざやかに示されているたしかなタッチや軽快な筆の動きは、われわれの最大の画家でさえうらやむほどだ。」

### 衛生意識
「長い経験からして、一般に日本人は清潔な国民で、人目を恐れずたびたびからだを洗い（はだかでいても別に非難されることはない）、身につけているものはわずかで、風通しのよい家に住み、その家は広くて風通しのよい街路に面し、そしてまたその街路には、不快なものは何物もおくことを許されない、と説明するのを私は敢えてはばからない。すべて清潔ということにかけては、日本人は他の東洋民族より大いにまさっており、とくに中国人にはまさっている。中国人の街路といえば、見る目と嗅ぐ鼻をもっている人ならだれでも、悪寒を感じないわけにはゆかない。(中略)かれらはきっときれい好きな国民であるにちがいない。このことは、われわれがどんなことをいい、あるいはどんなことを考えても、かれらの偉大な長所だと思う。」

## 著作（日本語訳）
- 山口光朔訳 『大君の都―幕末日本滞在記』、岩波書店〈岩波文庫 上中下〉
初刊は1962年で多数重版。（上：ISBN 978-400-3342411、（中：ISBN 978-400-3342428）、（下：ISBN 978-400-3342435
- 井谷善惠訳 『日本の美術と工藝』（小学館スクウェア、2003年）。ISBN 978-4-7979-8636-5
- 山本秀峰編訳 『富士登山と熱海の硫黄温泉訪問』（露蘭堂、2010年）。ISBN 978-4-904059-51-7
- 山本秀峰編訳 『長崎から江戸へ』（チャールズ・ワーグマン画、露蘭堂、2011年）。ISBN 978-4-904059-52-4
- 山本秀峰訳 『日本および日本人』（エディンバラ・レヴュー編、露蘭堂、2015年）。ISBN 978-4-904059-55-5

### 伝記研究
- 佐野真由子 『オールコックの江戸』 中央公論新社<中公新書>、2004年。ISBN 978-412-101710-9
- 岡本隆司 『ラザフォード・オルコック 東アジアと大英帝国』 ウェッジ選書、2012年。ISBN 978-486310-096-1
- 増田毅 『幕末期の英国人 R・オールコック覚書』「神戸法学双書14」有斐閣、1980年